# خوزه ترون (بازیکن فوتبال)
خوزه ترون (انگلیسی: José Terrón؛ زادهٔ ۱۵ آوریل ۱۹۹۱) بازیکن فوتبال اهل اسپانیا است.
از باشگاه‌هایی که در آن بازی کرده‌است می‌توان به باشگاه فوتبال راسینگ سانتاندر اشاره کرد.